# José Manuel Rey Poblete
José Manuel Rey Poblete (San Clemente, Chile; 6 de agosto de 1961) es un jinete chileno de rodeo. Fue campeón nacional de rodeo y de rienda, en dos oportunidades por cada disciplina.

## Biografía
Su primer campeonato en el movimiento de la rienda fue durante el Campeonato Nacional de Rodeo de 1988, en donde ganó la competencia con 58 puntos, montando a "Bandolero". Cinco años más tarde nuevamente ganó la competencia de rienda, esta vez montando a "Fantoche", con 58 unidades.
Formó «collera» junto a René Guzmán, juntos fueron protagonistas del rodeo chileno durante la década de 1990 ganando un bicampeonato en 1995 y 1996. El Campeonato Nacional de Rodeo de 1995 lo ganaron con un récord de 40 puntos, montando a "Pretal" y "Canteado", siendo los primeros representantes de la Asociación de Rodeo de Melipilla en ser campeones de Chile. Además, ese campeonato fue la primera vez que el puntaje llegó a la barrera de los cuarenta puntos y fue un récord nacional que duró seis años. Al año siguiente repitieron el campeonato, en los mismos potros, esta vez con 31 puntos y representando a la Asociación de Rodeo de Biobío.
José Manuel Rey es junto a Luis Eduardo Cortés, José Manuel Aguirre y Santiago Urrutia los únicos jinetes que han sido campeones nacionales de rodeo y de rienda. Ya alejado de las pistas, en abril de 2025, durante la 76.º edición del campeonato chileno, participó en el denominado «Día del Socio» de la Federación del Rodeo Chileno, con la Serie Campeones de Chile, una exhibición en donde se reunieron 21 colleras conformadas por grandes leyendas del deporte nacional de Chile, siendo ovacionado por el público presente.
Pertenece a una familia con tradición en el rodeo. Su tío Raúl Rey fue el dominador de la rienda en la década de 1960, obteniendo los campeonatos nacionales de movimiento de la rienda en 1964, 1965, 1966, 1967 y 1968. Estudió pedagogía en la Universidad de Talca, ejerciendo como profesor por varios años en la escuela Municipal F-699 de Hualpín, comuna de Teodoro Schmidt.
Desde agosto de 2021 es considerado un Arreglador Maestro de la Escuela Ecuestre Huasa, conforme al reglamento publicado por la Federación Deportiva Nacional del Rodeo Chileno.

## Campeonatos nacionales
| Año  | Collera     | Caballos              | Puntaje | Asociación |
| ---- | ----------- | --------------------- | ------- | ---------- |
| 1995 | René Guzmán | "Pretal" y "Canteado" | 40      | Melipilla  |
| 1996 | René Guzmán | "Pretal" y "Canteado" | 31      | Biobío     |